# Mistrzostwa NCAA w Lekkoatletyce 2015
Mistrzostwa I Dywizji NCAA w Lekkoatletyce 2015 – zawody lekkoatletyczne, które odbyły się między 10 a 13 czerwca 2015 na stadionie Hayward Field w Eugene.

## Rezultaty
| NR – rekord kraju \| WL – najlepszy tegoroczny wynik na listach światowych |

### Mężczyźni
| Konkurencja:                                      | 1. miejsce                                                                             | Rezultat     | 2. miejsce                                                                             | Rezultat     | 3. miejsce                                                                             | Rezultat  |
| Bieg na 100 metrów (Wiatr: +2,7 m/s)              | Andre De Grasse                                                                        | 9,75         | Trayvon Bromell                                                                        | 9,88         | Jarrion Lawson                                                                         | 9,90      |
| Bieg na 200 metrów (Wiatr: +2,4 m/s)              | Andre De Grasse                                                                        | 19,58        | Dedric Dukes                                                                           | 19,86        | Trayvon Bromell                                                                        | 19,86     |
| Bieg na 400 metrów                                | Vernon Norwood                                                                         | 45,10        | Marcus Chambers                                                                        | 45,59        | DJ Zahn                                                                                | 45,97     |
| Bieg na 800 metrów                                | Edward Kemboi                                                                          | 1:49,26      | Brannon Kidder                                                                         | 1:49,36      | Clayton Murphy                                                                         | 1:49,52   |
| Bieg na 1500 metrów                               | Chad Noelle                                                                            | 3:54,96      | Zach Perkins                                                                           | 3:55,08      | Blake Haney                                                                            | 3:55,12   |
| Bieg na 5000 metrów                               | Edward Cheserek                                                                        | 13:48,67     | Eric Jenkins                                                                           | 13:48,92     | Kemoy Campbell                                                                         | 13:49,23  |
| Bieg na 10 000 metrów                             | Edward Cheserek                                                                        | 28:58,92     | Eric Jenkins                                                                           | 28:59,13 PB  | Jason Witt                                                                             | 29:04,58  |
| Bieg na 110 metrów przez płotki (Wiatr: +3,9 m/s) | Omar McLeod                                                                            | 13,01        | Johnathan Cabral                                                                       | 13,22        | Isaac Williams                                                                         | 13,31     |
| Bieg na 400 metrów przez płotki                   | Michael Stigler                                                                        | 48,84        | Jordin Andrade                                                                         | 49,24 PB     | David Kendziera                                                                        | 49,56 PB  |
| Bieg na 3000 metrów z przeszkodami                | Anthony Rotich                                                                         | 8:33,90      | Stanley Kebenei                                                                        | 8:34,28      | Ole Hesselbjerg                                                                        | 8:36,09   |
| Sztafeta 4 × 100 metrów                           | University of Arkansas Omar McLeod Jarrion Lawson Kenzo Cotton Marqueze Washington     | 38,47        | Texas Christian University Cameron Echols-Luper Sam Watts Ronnie Baker Kolby Listenbee | 38,59        | Louisiana State University Josh Thompson Vernon Norwood Tremayne Acy Aaron Ernest      | 38,62     |
| Sztafeta 4 × 400 metrów                           | Louisiana State University Quincy Downing Fitzroy Dunkley Cyril Grayson Vernon Norwood | 3:01,96      | University of Florida Nick Uruburu Dedric Dukes Arman Hall Najee Glass                 | 3:02,48      | Mississippi State University Scottie Hearn Charles Taylor Brandon McBride Alfred Larry | 3:04,96   |
| Skok wzwyż                                        | JaCorian Duffield                                                                      | 2,28         | Bradley Adkins                                                                         | 2,25 PB      | Avion Jones                                                                            | 2,25 PB   |
| Skok o tyczce                                     | Shawnacy Barber                                                                        | 5,60         | Pauls Pujāts                                                                           | 5,55 PB      | Dylan Duvio                                                                            | 5,50      |
| Skok w dal                                        | Marquis Dendy                                                                          | 8,43w        | Jarrion Lawson                                                                         | 8,34 PB      | Roelf Pienaar                                                                          | 8,01 PB   |
| Trójskok                                          | Marquis Dendy                                                                          | 17,71w       | Latario Collie-Minns                                                                   | 17,01w       | Donald Scott                                                                           | 16,83w    |
| Pchnięcie kulą                                    | Jonathan Jones                                                                         | 20,78 PB     | Darrell Hill                                                                           | 20,78        | Stipe Žunić                                                                            | 20,30     |
| Rzut dyskiem                                      | Sam Mattis                                                                             | 62,48 PB     | Tavis Bailey                                                                           | 61,92        | Filip Mihaljević                                                                       | 61,29     |
| Rzut młotem                                       | Conor McCullough                                                                       | 76,91        | Matthias Tayala                                                                        | 71,53        | Greg Skipper                                                                           | 71,25 PB  |
| Rzut oszczepem                                    | Sam Crouser                                                                            | 79,19        | John Ampomah                                                                           | 77,13        | Curtis Thompson                                                                        | 75,42     |
| Dziesięciobój                                     | Maicel Uibo                                                                            | 8356 pkt. PB | Pau Tonnesen                                                                           | 8247 pkt. PB | Dakotah Keys                                                                           | 7863 pkt. |

### Kobiety
| Konkurencja:                       | 1. miejsce                                                                         | Rezultat       | 2. miejsce                                                                              | Rezultat     | 3. miejsce                                                                             | Rezultat     |
| Bieg na 100 metrów                 | Jenna Prandini                                                                     | 10,96w         | Morolake Akinosun                                                                       | 10,97w       | Dezerea Bryant                                                                         | 11,01w       |
| Bieg na 200 metrów                 | Dezerea Bryant                                                                     | 22,18 PB       | Jenna Prandini                                                                          | 22,21 PB     | Kamaria Brown                                                                          | 22,24 PB     |
| Bieg na 400 metrów                 | Kala Funderburk                                                                    | 51,67          | Kendall Baisden                                                                         | 51,74        | Daye Shon Roberson                                                                     | 51,74        |
| Bieg na 800 metrów                 | Raevyn Rogers                                                                      | 1:59,71 PB WJL | Claudia Saunders                                                                        | 2:00,63 PB   | Hanna Green                                                                            | 2:01,17 PB   |
| Bieg na 1500 metrów                | Rhianwedd Price                                                                    | 4:09,56 PB     | Shelby Houlihan                                                                         | 4:09,67 PB   | Sara Sutherland                                                                        | 4:13,48 PB   |
| Bieg na 5000 metrów                | Emily Sisson                                                                       | 15:34,10       | Dominique Scott                                                                         | 15:40,47     | Jessica Tonn                                                                           | 15:41,72     |
| Bieg na 10 000 metrów              | Molly Seidel                                                                       | 33:18,37 PB    | Dominique Scott                                                                         | 33:25,81     | Emily Stites                                                                           | 33:26,15     |
| Bieg na 100 metrów przez płotki    | Keni Harrison                                                                      | 12,55          | Cindy Ofili                                                                             | 12,60 NUR    | Dior Hall                                                                              | 12,74 WJR    |
| Bieg na 400 metrów przez płotki    | Shamier Little                                                                     | 53,74 PB WL    | Keni Harrison                                                                           | 54,09 PB     | Leah Nugent                                                                            | 55,82        |
| Bieg na 3000 metrów z przeszkodami | Colleen Quigley                                                                    | 9:29,32 PB     | Courtney Frerichs                                                                       | 9:31,36 PB   | Leah O'Connor                                                                          | 9:33,38 PB   |
| Sztafeta 4 × 100 metrów            | University of Florida Robin Reynolds Shayla Sanders Destinee Gause Kyra Jefferson  | 42,95          | Texas A&M University Jennifer Madu Ashton Purvis Kamaria Brown Aaliyah Brown            | 43,08        | University of Southern California Dior Hall Ky Westbrook Alexis Faulknor Deanna Hill   | 43,27        |
| Sztafeta 4 × 400 metrów            | University of Florida Robin Reynolds Kyra Jefferson Destinee Gause Claudia Francis | 3:28,12        | University of Southern California Jaide Stepter Amalie Iuel Kendall Ellis Vanessa Jones | 3:29,97      | Florida State University Elizabeth Ichite Sage Watson Helene Swanepoel Kala Funderburk | 3:31,78      |
| Skok wzwyż                         | Jeanelle Scheper                                                                   | 1,90           | Kimberly Williamson                                                                     | 1,90 PB      | Leondia Kalenu                                                                         | 1,87         |
| Skok o tyczce                      | Demi Payne                                                                         | 4,70           | Sandi Morris                                                                            | 4,65         | Stephanie Richartz                                                                     | 4,45 PB      |
| Skok w dal                         | Quanesha Burks                                                                     | 6,91w          | Jenna Prandini                                                                          | 6,80 PB      | Sha’Keela Saunders                                                                     | 6,75 PB      |
| Trójskok                           | Keturah Orji                                                                       | 14,15 AJR      | Marshay Ryan                                                                            | 13,53        | Simone Charley                                                                         | 13,49w       |
| Pchnięcie kulą                     | Raven Saunders                                                                     | 18,35 AJR      | Kelsey Card                                                                             | 17,96 PB     | Tori Bliss                                                                             | 17,83        |
| Rzut dyskiem                       | Shelbi Vaughan                                                                     | 61,39          | Kelsey Card                                                                             | 59,38        | Emmonnie Henderson                                                                     | 58,34 PB     |
| Rzut młotem                        | DeAnna Price                                                                       | 71,49 PB       | Julia Ratcliffe                                                                         | 67,30        | Brooke Pleger                                                                          | 67,03        |
| Rzut oszczepem                     | Irena Šedivá                                                                       | 58,76 PB       | Hannah Carson                                                                           | 57,72 PB     | Elizabeth Herrs                                                                        | 56,43        |
| Siedmiobój                         | Akela Jones                                                                        | 6371 pkt. NR   | Kendell Williams                                                                        | 6223 pkt. PB | Quintunya Chapman                                                                      | 6147 pkt. PB |

## Rekordy
Podczas zawodów ustanowiono 3 krajowe rekordy w kategorii seniorów:
| Zawodnik         | Reprezentacja | Konkurencja                     | Rezultat  |
| ---------------- | ------------- | ------------------------------- | --------- |
| Atsu Nyamadi     | Ghana         | dziesięciobój                   | 7567 pkt. |
| Devynne Charlton | Bahamy        | bieg na 100 metrów przez płotki | 13,00     |
| Akela Jones      | Barbados      | siedmiobój                      | 6371 pkt. |